# Bagaceratops rozhdestvenskyi
Bagaceratops rozhdestvenskyi Maryanska and Osmólska, 1975 è un ceratopside vissuto nel Cretaceo superiore (tra Santoniano e Campaniano, 84,9-70,6 milioni di anni fa), i cui resti fossili sono stati rinvenuti nella zona dell'attuale Mongolia.

## Descrizione
Bagaceratops significa "piccolo muso fornito di corna", benché in realtà esso non possedesse vere e proprie corna; era invece provvisto di un piccolo collare osseo, dotato di cavità per alleggerirlo, ed una piccola protuberanza ossea sopra il muso che potrebbe essere ciò che rimane di un corno come quello dell'Avaceratops.
Il Bagaceratops fu rinvenuto agli inizi degli anni settanta da una spedizione formata da ricercatori mongoli e polacchi; dai resti rinvenuti fu possibile capire che questo dinosauro doveva essere lungo circa 1 metro e piuttosto simile al contemporaneo Protoceratops.
Il Bagaceratops era erbivoro, dato che possedeva un becco robusto, caratteristico dei ceratopsidi, ed era privo di denti nella parte anteriore della bocca.
Probabilmente il Bagaceratops si difendeva dagli attacchi dei predatori utilizzando il suo collare osseo come un ariete, ma non è escluso che lo utilizzasse anche negli scontri con altri maschi della sua specie.